# Даглас Ошероф
Даглас Дин Ошероф (енгл. Douglas Dean Osheroff, 1. август 1945) амерички је физичар који је 1996. године, заједно са Дејвидом Лијем и Робертом Колманом Ричардсоном, добио Нобелову награду за физику „за откриће суперфлуидности у хелијуму-3”.